# Pegoplata virginea
Pegoplata virginea är en tvåvingeart som först beskrevs av Johann Wilhelm Meigen 1826.  Pegoplata virginea ingår i släktet Pegoplata och familjen blomsterflugor. Arten är reproducerande i Sverige. Inga underarter finns listade i Catalogue of Life.